# ブラウン神父の童心
『ブラウン神父の童心』（英: The Innocence of Father Brown）は、ギルバート・ケイス・チェスタトンによって1911年に発表されたブラウン神父を主人公とする推理小説である。『ブラウン神父の無知』という邦題もある。

## 収録作品

### 青い十字架（The Blue Cross）
パリ警察の主任にして世界的な名声を博している名探偵・ヴァランタンは、世間を騒がせ続けている怪盗フランボウを捕らえるべくロンドンへ向かっていた。その途中朝食を取るために立ち寄ったレストランで、砂糖入れと塩入れの中身が取り替えられているという事件に遭遇する。興味を持ったヴァランタンはその後に次々と続く奇妙な事件を追跡し始める。そして最後にたどり着いたハムステッド・ヒースで彼が見たものは……
ブラウン神父の初登場作品。

### 秘密の庭（The Secret Garden）
ヴァランタンの家で開かれていたパーティーで殺人事件がおきる。高い塀に囲まれた庭の一角で、正体不明の男の頭が斬り落とされているという陰惨な事件だった。ヴァランタンが捜査を開始するが、時を移さず外の河で斬り落とされた人間の首が発見される。相次ぐ惨事に皆が冷静さを失う中、パーティーに招かれていたブラウン神父が驚くべき真実を看破する。

### 奇妙な足音（The Queer Feet）
高級秘密クラブ「真正十二漁師クラブ」の晩餐会が開かれているヴァーノン・ホテル。給仕の最期を看取るためにそこへ呼ばれたブラウン神父が事務室で書き物をしていると、奇妙な足音が聞こえてくる。同じ足音が、時にはゆっくり歩き、時には忙しく走っているのである。疑問に思った神父が廊下の手荷物預か所に行き、従業員のふりをして待っていると急に帰ろうとする紳士が来たが、彼こそはフランボウの変装だった。

そしてほぼ同じ頃、晩餐会の会場で宝石までついた銀のナイフとフォークの盗難事件が発生し、従業員と客がそれを下げて消えてしまった偽給仕を探すべく総出で捜索を始めた。

### 飛ぶ星（The Flying Stars）
フランボウが改心したときの事件を回顧するという形式で書かれている。パトニー近くに住むアダムズ大佐の家でクリスマス・パーティーが開かれたときのことである。金融業者のフィッシャー卿や大佐の義弟である豪農ブラウントなどが招かれ、その中にブラウン神父も混じっていた。ブラウントの思いつきで、皆はパントマイム・ショーを行うことにした。ショーのさなか、フィッシャー卿が急にポケットを探り出し、大佐と神父を別の部屋に呼び出した。フィッシャー卿は、あまりに頻繁に盗難に会うので「飛ぶ星」と名づけられたダイヤモンドを持っていた。それが盗まれていたのである。神父はすぐさま何が起こったかを悟ると、フランボウを説得するため夕闇の中へ駆け出したのだった。

### 見えない男（The Invisible Man）
四人もの人間が監視していた建物の中で男が殺害される。恋敵が犯人ではないかと疑われたが、四人は怪しい人物は見ていないと全員口をそろえて証言したのである。探偵稼業を始めていたフランボウとブラウン神父が、この不可思議な事件に迫る。
ブラウン神父シリーズの中でも特に有名な一篇。原題はH・G・ウェルズのSF小説『透明人間』と同一である。

### イズレイル・ガウの誉れ（The Honour of Israel Gow）
スコットランドのグレンガイル城で、長年狂気の一族と言われてきたグレンガイル家の最後の末裔・オーグルヴィー・グレンガイルが消息を絶った。真相を知るものは耳が遠く知能障害のある召使のイズレイル・ガウのみである。調査のため城を訪れたブラウン神父一行は、妙なものを次々と発見する。燭台がないのに蝋燭だけ25本、
ダイヤモンドを主体とする宝石類でなぜか1つも台座などにはめ込まれたものがない。いろいろなものの上に積み上げられた箱や袋に入っていない嗅ぎ煙草。正体不明の金属部品（小さなばねや車輪に似たもの）、さらに芯だけの鉛筆（注：昔の鉛筆は芯を芯ホルダーに入れて使うものがあり「中身はあるのにホルダーがない」という意味で言っている）、頭がずいぶん割れた竹、さらに飾文字や後光部分だけ切り取られたキリスト教関連の書物や絵など。
最終的にグレンガイル家の墓を暴くことにした一行は、棺桶から首だけが盗まれ城の畑に埋められているのを発見する。この支離滅裂な事件を、神父の頭脳が見事に解決する。

### 狂った形（The Wrong Shape）
18××年の聖霊降臨節に起きた話。
フランボウはロンドン郊外に住む学生時代の知人、レナード・クイントンという詩人の元を訪れ、成り行きでブラウン神父も一緒に来たが、アヘンにおぼれたクイントンとフランボウはうまが合わなかった。彼らが庭を散歩して腰掛に座っていると、診察に来ていたクイントンの主治医ハリスが「クイントンが倒れている」と悲鳴を上げて彼らの前に駆けてきて、ブラウン神父たちが行くと胸に奇怪な形状のナイフが刺さって死んだクイントンの死体と「我は自らの手によって死す、されどそれは殺人なり。」というクイントンの字で書かれたメモが落ちていたが、神父はその遺書の形に疑問を持つ。それが書かれていたメモ用紙の一部が、妙な形に切られていたのである。

### サラディン公の罪（The Sins of Prince Saradine）
休暇をとったフランボウは、ブラウン神父を連れてノーフォークへボートで旅に出た。フランボウがまだ怪盗だった頃に、「堅気になったら一度訪問して欲しい」という手紙をそこに住むサラディン公爵から受け取っていたのである。二人を歓迎する公爵。しかしそこに若いイタリア人が現れ、公爵との決闘を申し出る。公爵に父を殺され、母を奪われたというのである。決闘を開始する二人。警官を呼びに行く執事。フランボウは釣りに行っており、神父がどうすることも出来ないまま公爵は殺されてしまう。神父は事の顛末に違和感を覚え、やがてある途方もない真相を探り出す。

### 神の鉄槌（The Hammer of God）
ある片田舎で、ノーマン・ボーハンという放蕩な大佐が殺される。彼の頭は帽子風の兜をかぶっていたにもかかわらず完全に叩き潰されていた。しかし傍らに落ちていたハンマーは小さいもので、頭蓋骨が胴体や地面にめり込むほどの威力で殴るにはとてつもない力が要求されるが、それだけの怪力ならもっと大きな鈍器を使った方がよさそうだ。一体誰がどのような手段で彼を殺したのか？

### アポロンの眼（2017年新訳では「アポロの眼」The Eye of Apollo）
フランボウが5階に事務所を構えている7階建てのビルの6階には太陽をたたえる新興宗教の教祖・カロンが入居しており、4階にはカロンの信者であるタイプ印刷会社の社長ポーリン・ステーシーとその妹ジョーンが入居していた。
ブラウン神父がフランボウの事務所を訪れようとしていると、カロンがバルコニーへ出て太陽への礼拝を始めた。神父や群衆がそれを眺めていると、ビルから轟音がとどろいた、ポーリンが、エレベーターシャフトから転落死したのである。姉の莫大な財産が動機のようだが、遺産の寄進を受けるはずのカロンは姉が死んだとき礼拝の姿を群衆に見られているし、妹の方は教団の事務員（カロンを妄信しているわけではない）と事務室にいた。では姉はどのようにして殺されたのか？ そして遺産の行方は？

### 折れた剣（The Sign of the Broken Sword）
数十年前に行われたイギリスとブラジルの戦争。イギリスの英雄セント・クレア将軍は、ブラジルの名将オリヴィエに寡勢で突撃し敗北。将軍は自ら剣を抜いて戦ったが、最後には折れた剣を捨てて降伏した。そして捕虜はイギリスへ帰されたものの、将軍は縛り首となった。この事件を、ブラウン神父が生き残った人物の著書や証言、日記などから恐るべき真実を解き明かす。
名言「木の葉を隠すなら森の中」の原型が登場する作品。ブラウン神父のいうイギリスとブラジルの戦争や登場人物は架空のものであり、像まで建てられている縛り首になった将軍は実在したイギリスの軍人アーサー・セントクレアとは無関係で、セント・クレア将軍のモデルというよりあてこすった実在人物は、19世紀末の植民地戦争でセンセーショナルな勇名を馳せたゴードン将軍だというのが定説。

### 三つの兇器（The Three Tools of Death）
朗らかで愛嬌のある慈善家として知られていたエアロン・アームストロング卿が殺害された。頭が割られているが、近くに凶器は見当たらない。卿の秘書であるロイスに呼ばれたブラウン神父は、死因は「大きすぎて目に入らない巨人の棍棒」大地によるものだと回答する。確かに死体の遥か上には屋根裏部屋の窓があり、卿の足に絡み付いているのと同じロープが垂れ下がっていた。早速その部屋に行ってみると、おかしなものが見つかった。死因は転落死なのに、ナイフ、ロープ、ピストルが床に散らばっていたのである。さらに、神父を呼んだ本人のロイスが犯行を自供したのだ。事件の真相は？

## 邦訳
- 『ブラウン神父の純智』、橋本福夫訳、新潮社（新潮文庫）、1959年
- 『ブラウン神父の童心』、福田恆存・中村保男訳、東京創元社（創元推理文庫）、1959年
- 『ブラウン神父の無心』、南条竹則・坂本あおい訳、筑摩書房（ちくま文庫）、2012年
- 『ブラウン神父の無垢なる事件簿』、田口俊樹訳、早川書房（ハヤカワ文庫）、2016年